# 17 Pułk Piechoty Honwedu
17 Pułk Piechoty Honwedu (HonvIR 17, HIR.17) – pułk piechoty królewsko-węgierskiej Obrony Krajowej.  
Pułk został utworzony w 1886 roku. Okręg uzupełnień - Székesfehérvár (niem. Stuhlweißenburg) i Kaposvár.
Kolory pułkowe: szary (niem. schiefergrau), guziki złote. Skład narodowościowy w 1914 roku 92% – Węgrzy. 
Komenda pułku oraz I, II i III bataliony stacjonowały w Székesfehérvárze.
W 1914 roku wszystkie bataliony walczyły na froncie wschodnim. Bataliony wchodziły w skład 81 Brygady Piechoty Honwedu należącej do 20 Dywizji Piechoty Honwedu, a ta z kolei do III Korpusu 2 Armii.

## Dowódcy pułku
- płk Michael Gambos (1914[3])